# AAT Challenger Santa Fe 2024
L'AAT Challenger Santa Fe 2024 è stato un torneo maschile di tennis professionistico. È stata la 3ª edizione del torneo, facente parte della categoria Challenger 50 nell'ambito dell'ATP Challenger Tour 2024, con un montepremi di 41 000 $. Si è giocato dal 3 al 9 giugno 2024 sui campi in terra rossa del Santa Fe Lawn Tennis Club di Santa Fe, in Argentina.

## Partecipanti

### Teste di serie
| Nazionalità | Giocatore                     | Ranking* | Testa di serie |
| ----------- | ----------------------------- | -------- | -------------- |
| Bolivia     | Hugo Dellien                  | 168      | 1              |
| Bolivia     | Murkel Dellien                | 222      | 2              |
| Argentina   | Santiago Fa Rodríguez Taverna | 245      | 3              |
| Libano      | Hady Habib                    | 259      | 4              |
| Perù        | Gonzalo Bueno                 | 276      | 5              |
| Ecuador     | Álvaro Guillén Meza           | 279      | 6              |
| Argentina   | Andrea Collarini              | 292      | 7              |
| Brasile     | Pedro Sakamoto                | 302      | 8              |

* Ranking al 27 maggio 2024.

### Altri partecipanti
I seguenti giocatori hanno ricevuto una wild card per il tabellone principale:
- Juan Estévez
- Alejo Lorenzo Lingua Lavallén
- Ezequiel Monferrer

Il seguente giocatore è entrato in tabellone con il ranking protetto:
- Nicolás Álvarez

I seguenti giocatori sono entrati in tabellone come alternate:
- Diego Augusto Barreto Sánchez
- Wilson Leite

I seguenti giocatori sono passati dalle qualificazioni:
- Leonardo Aboian
- Tomás Farjat
- Dali Blanch
- Aleksandr Lobanov
- Trey Hilderbrand
- Emilio Gómez

## Punti e montepremi
| Torneo    | Torneo              | V     | F     | SF    | QF    | 2T  | 1T  | Q | Q2  | Q1  |
| Singolare | Punti               | 50    | 25    | 14    | 8     | 4   | 0   | 3 | 1   | 0   |
| Singolare | Premi in denaro ($) | 5 500 | 3 260 | 1 900 | 1 120 | 660 | 395 | – | 215 | 125 |
| Doppio    | Punti               | 50    | 25    | 14    | 8     | –   | 0   | – | –   | –   |
| Doppio    | Premi in denaro ($) | 2 130 | 1 250 | 745   | 435   | –   | 245 | – | –   | –   |

## Campioni

### Singolare
Andrea Collarini ha sconfitto in finale  Facundo Mena con il punteggio di 6–2, 6–3.

### Doppio
Hady Habib /  Trey Hilderbrand hanno sconfitto in finale  Ignacio Carou /  Facundo Mena con il punteggio di 6(5)–7, 6–2, [10–4].